# Parafia św. Karola Boromeusza w Żyrardowie
Parafia św. Karola Boromeusza w Żyrardowie – parafia rzymskokatolicka w dekanacie Żyrardów w diecezji łowickiej. Powstała w 1977. Kościół został zbudowany w latach 1890–1892, w stylu neogotyckim według projektu nieznanego architekta, konsekrowany w 1892. Siedziba parafii znajduje się przy ulicy Kościelnej.

## Proboszczowie
- ks. dr Stanisław Puchaczewski (2008–2024)[2]
- ks. dr Jarosław Łękarski (od 2024)[1]